# Aethiamblys camerunensis
Aethiamblys camerunensis là một loài tò vò trong họ Ichneumonidae.